# Monte Mufara
Il Monte Mùfara (1.865 m s.l.m.) è una montagna della catena montuosa delle Madonie.

## Descrizione
Prospiciente il massiccio di Pizzo Carbonara a Nord, e la località sciistica di Piano Battaglia, la vetta è dotata di un impianto di risalita su seggiovia che consente di raggiungerne la cima. 
Dal Monte Mufara si dipartono una serie di piste da sci che, dall’inverno del 2016, sono state completamente rifatte, allargate e messe in sicurezza, adatte a tutti i livelli, dai principianti agli sciatori più esperti. Le quote di esercizio variano tra i 1570 e i 1840 metri, rendendo il comprensorio di Piano Battaglia – Monte Mufara come l’unico punto in Sicilia, oltre all’Etna, in cui è possibile praticare sport invernali. La vetta è, inoltre, come in generale in tutte le Madonie, molto interessante dal punto di vista naturalistico e paesaggistico.

## Flora
Per quanto riguarda la vegetazione, oltre a varie specie endemiche, essa è composta prevalentemente da un’ampia faggeta, che si estende abbondante lungo il versante settentrionale della montagna.

## Astronomia
Monte Mufara riveste una notevole importanza anche dal punto di vista astronomico. Fin dagli anni '70, infatti, il cielo delle Madonie è oggetto di verifiche e osservazioni. A quell'epoca, si osservò il cielo delle Madonie e il cielo dell'Etna ed il sito di Piano Battaglia risultò essere il più pulito, privo di inquinamento luminoso, con possibilità di osservazioni per più giorni l'anno, un sito ideale per la ricerca scientifica, la didattica e la divulgazione delle scienze astronomiche.
Negli anni '90, a seguito di osservazioni del cielo fatte dall’O.R.S.A., associazione astrofila di Palermo, nasce l'idea di realizzare il parco astronomico delle Madonie. Tale progetto prevedeva una stazione osservativa sul Monte Mufara dotata di un telescopio robotico da 1 metro di diametro, gestito da una centrale operativa collocata a Isnello (Contrada Mongerrati), in provincia di Palermo da utilizzare per scopi di ricerca scientifica come osservazioni di fenomeni transienti, supernove, asteroidi e pianeti extrasolari.
Nel 2021 sul Monte Mufara entrerà in funzione uno dei telescopi ottici NEOSTEL per il rilevamento ed il monitoraggio astronomico di oggetti near-Earth.